# Jens Tage Nielsen
Jens Tage Nielsen, også kaldet Tågis, (født 28. marts 1949 i Hellerup) er en dansk keyboardspiller og komponist, der er kendt for sin medvirken i rockgruppen Shu-Bi-Dua, hvor han var medlem fra 1973-1981.
Han var med til at etablere bandet i 1973 sammen med Michael Bundesen, Michael Hardinger, Niels Grønbech, Paul Meyendorff og Bosse Hall Christensen. Jens Tage Nielsen var klassekammerat med Bundesen på Ordrup Gymnasium, hvorfra de begge blev studenter i 1967. Han blev cand.merc. i 1974.
Nielsen medvirkede på gruppens syv første albums og fik i lighed med gruppens andre medlemmer en række kælenavne, bl.a. Tangfjæs og Melplet foruden det mere anvendte Tågis. Han forlod bandet i 1981 efter et internt opgør, der ligeledes førte til at Hall Christensen gik ud; et opgør som belyses i Janus Køster-Rasmussens dokumentarfilm om Shu-bi-dua Fluer i Kødbyen, der blev lavet i 2016. Allerede i 1979 havde Nielsen droppet koncerterne fordi han led af tinnitus, men han fortsatte som tekstforfatter, komponist, arrangør og musiker. Hans plads i bandet blev endegyldigt overtaget af Willy Pedersen i 1981.
Såvel Bundesen og Hardinger som Hall Christensen og Asmussen har anerkendt Nielsens betydning for bandet. I flere interviews har Hardinger fx sagt at et af gruppens største hits, "Den Røde Tråd", er skrevet af ham selv, Michael Bundesen, og Jens Tage Nielsen. Hall Christensen udtalte i Fluer i Kødbyen: "Jens Tage kunne tænke nogle akkorder, som var helt out-of-this world og gjorde det spændende. Han gav Shu-bi-dua kant."
Nielsen har været administrator af De Hjemløses Hus siden år 2000 samt for Hus Forbi. I 2003 var han med til at etablere Ombold gadefodbold.

## Diskografi
Med Passport
- "Change Of The Guard" (1973)

Med Shu-bi-dua
- Shu-bi-dua, 1974
- Shu-bi-dua 2, 1975
- Shu-bi-dua 3, 1976
- Shu-bi-dua 4, 1977
- 78'eren, 1978
- Shu-bi-dua 6, 1979
- Shu-bi-dua 7, 1980

## Reference
1. ↑  Historien om Shubidua. shubidua.nu. Hentet 10/10-2018
2. ↑  Her er de ukendte shubber. BT. Hentet 10/10-2018
3. ↑  Bundesen og Hardinger fortæller om 1'eren. Shu-Bi-Dua. Hentet 10/10-2018
4. ↑  Eksamensbevis angående den erhvervsøkonomiske kandidatuddannelse udstedt 20. juni 1974 af Handelshøjskolen i København
5. ↑  https://politiken.dk/kultur/art5591387/Nu-er-jeg-endelig-kommet-helt-herop-hva%E2%80%99-fa%E2%80%99en-sku%E2%80%99-jeg-egentlig-her
6. 1 2  Husker du stjernerne fra Shu-bi-dua? Her er de alle i dag. BT. Hentet 110/10-2018
7. ↑  Historien om det originale Shu-Bi-Dua 2016 Knap 50 minutter inde. YouTube. Hentet 15/1-2018